# Waldemar Lundholm
Gustaf Waldemar Lundholm, född 9 maj 1883 i Bromma, död 7 april 1961 i Stockholm, var en svensk förläggare och instrumentmakare.
Waldemar Lundholm var son till direktören Victor Lundholm, som 1870 startat ett förlag för religiös litteratur, C A V Lundholm. 1875 startade firman även tillverkning av orglar, vilket med tiden kom att bli firmans främsta verksamhet. Waldemar Lundholm avlade 1902 mogenhetsexamen vid Beskowska skolan och studerade vid Frans Schartaus Handelsinstitut, arbetade som volontär vid Nordiska Bokhandeln och studerade en tid litteraturhistoria vid Stockholms Högskola för Oscar Levertin. Därefter praktiserade Lundholm 1906–1910 utomlands, bland annat hos firma Rud Ibach & son i Barmen, Tyskland och därefter i Storbritannien. Han inträdde 1910 som prokurist i faderns firma och blev 1911 styrelseledamot, vice VD i bolaget då det ombildades till aktiebolag och från 1917 VD. Fadern ägde alla aktier i bolaget fram till sin död 1935 varpå de delades mellan Waldemar Lundholm och hans syskon. På 1940-talet löste han ut sina syskon från bolaget.
Redan på 1910-talet började orgelförsäljningen att minska, 1915 såg Lundholm till att få ensamrätt på försäljning av flyglar från Steinway & Sons. 1926 lades orgeltillverkningen helt ned, i stället försökte man från 1931 introducera minipianot, ett ensträngat sexoktavigt piano. En senare variant, Mini 3 som var tresträngat och tillverkades av Nylund & Son blev en försäljningsframgång. Musikförlaget som drevs separat från orgelfabriken och pianomagasinet fick 1933 ensamrätten på ett musikpedagogiskt system utvecklat av W. Otto Miessner och grundade 1934 ett musikinstitut för undervisning efter systemet.
Lundholm var 1917 en av grundarna av Konsert & teater bureau AB, senare Konsertbolaget som ordnade med svenska konserter med internationella artister och Lundholm var ledamot av bolaget styrelse. Han var även vice ordförande i Svenska pianohandlareförbundet. Lundholm är begravd på Djursholms begravningsplats.